# Lotnisko Pinkafeld
Lotnisko Pinkafeld (Flugplatz Pinkafeld) – lotnisko obsługujące Pinkafeld w Austrii (Burgenland).